# Serjania acupunctata
Serjania acupunctata är en kinesträdsväxtart som beskrevs av Ludwig Radlkofer. Serjania acupunctata ingår i släktet Serjania och familjen kinesträdsväxter. Inga underarter finns listade i Catalogue of Life.